# 곽산군
곽산군(郭山郡)은 평안북도 남서쪽 해안 지역에 있는 군이다.

## 위치 및 지형
1914년에 폐지되어 정주군에 편입되었다가 1952년에 다시 부활한 군이다. 남쪽으로 황해와 접한다. 북쪽에는 구성시, 동쪽에는 정주시, 서쪽에는 선천군이 있다.
사천강을 포함하여 황해로 흘러드는 작은 강들이 많다. 전체 군 면적의 약 46.5퍼센트는 숲 지대이며, 대부분 소나무 숲이다. 경작지는 전체 면적의 30퍼센트 가량이며, 이 가운데 절반은 벼농사를 짓는 논이다. 해안에는 15개의 섬이 있다.

## 기후와 산업
연평균 기온은 섭씨 9.2도로, 1월 평균 기온은 영하 8.2도, 8월 평균 기온은 23.7도이다. 평균 연간 강수량은 1,380밀리미터이다.
벼농사를 비롯하여 옥수수, 사과, 복숭아를 재배하고, 잠업과 가축업, 해안가를 따라서는 어업도 행해진다.

## 역사
| Daedongyeojido (Gyujanggak) 08-05.jpg | Daedongyeojido (Gyujanggak) 08-04.jpg |
|                                       |                                       |

조선시대에는 평안도에 속했고 곽산군이 놓여졌다. 1896년에 평안북도에 속했고 1914년, 일본 통치하의 행정구역 재편에 의해서 인접한 정주군에 편입되었다.
1952년 12월의 북한의 지방 행정 구역 재편에 의해, 정주군으로부터 곽산면·림포면·안흥면·관주면과 옥천면의 14리, 남서면의 1리가 분할되어 곽산군(1읍 19리)이 재설치되었다. 임상옥이 군수를 지낸 군으로 알려져있다.

## 교통과 관광
평양과 신의주를 잇는 평의선 철도가 곽산군을 통과한다.
서희가 10세기에 국경 방어를 위해 쌓은 릉산성이 있고, 고려 시대의 탑인 원하리의 장경사오층탑은 조선민주주의인민공화국의 국보로 지정되어 있다.

## 행정 구역
현재 곽산군의 읍리는 1952년에 다시 설치될 때의 읍리를 유지하고 있다. 
- 곽산읍 (郭山邑)
- 남단리 (南端里)
- 석동리 (石洞里)
- 렴호리 (濂湖里)
- 로하리 (路下里)
- 원하리 (元下里)
- 원포리 (遠浦里)
- 천대리 (天台里)
- 초장리 (草庄里)
- 통경리 (通京里)
- 관상리 (觀上里)
- 고현리 (古峴里)
- 삼단리 (三端里)
- 안의리 (安義里)
- 암죽리 (巖竹里)
- 문장리 (文章里)
- 군산리 (君山里)
- 당상리 (堂上里)
- 월옥리 (月玉里)
- 장룡리 (長龍里)

## 같이 보기
- 조선민주주의인민공화국의 지리
- 조선민주주의인민공화국의 행정 구역